# Кінуко Ямабе Крафт
Кінуко Ямабе Крафт (англ. Kinuko Yamabe Craft; нар. 3 січня 1940) — американська художниця, ілюстраторка і художниця-фантастка японського походження.

## Життєпис
Кінуко Ямабе Крафт народилася в Канадзава, префектура Ісікава, Японія, 3 січня 1940 року. У 1964 році вона закінчила коледж мистецтв Канадзави зі ступенем бакалавра образотворчих мистецтв. Після закінчення навчання вона приїхала до Сполучених Штатів у 1964 році, щоб навчатися в Школі Чиказького художнього інституту, де продовжила навчання дизайну та ілюстрації. Більшість її попередніх робіт стосувалася редакційного та рекламного ринку.
Кінуко Крафт проілюструвала обкладинки старих видань творів Шекспіра для бібліотеки Фолджера. Вона пристрасно любить європейське образотворче мистецтво та спирається на глибокі знання історії європейського мистецтва у створенні своїх робіт. Найбільше її надихають роботи Леонардо да Вінчі, прерафаелітів і художників-символістів. Її робота виконана за допомогою поєднання художньої олії та акварелі на гіпсових панелях з керамічної дошки.
Крафт проілюструвала вісім книжок з картинками (казки та класична міфологія), призначених для дітей та молоді. З середини 1990-х років вона зосередила свої зусилля на мистецтві для фантастичних обкладинок книг. Її мистецтво включало картини для обкладинок книг багатьох відомих авторів фентезі, таких як Патриція Маккілліп, Джульєт Маріллер та Теніт Лі. Вона також розробляла оперні плакати, книжки з казками та малювала обкладинки для багатьох національних журналів, таких як Time, Newsweek і National Geographic.
Вона співпрацювала з багатьма авторами та працювала зі своїм чоловіком Махлоном Ф. Крафтом і донькою Марі Шарлоттою Крафт. Її оригінальні картини, малюнки та гравюри обмеженого тиражу представлені галереєю Borsini-Burr у Монтарі, Каліфорнія, та іншими галереями.
Її творчість була ліцензована на календарях, плакатах, вітальних листівках та інших споживчих товарах. Її книги казок зараз поширюються в США, інших англомовних країнах, Європі, Греції, Китаї та Кореї. Кінуко отримала численні нагороди за свою роботу, у тому числі кілька золотих і срібних медалей від Товариства ілюстраторів, Нью-Йорк, Нью-Йорк. Роботи пані Крафт можна знайти в колекціях Національної портретної галереї (Сполучені Штати), Музею американської ілюстрації в Нью-Йорку, Національного географічного товариства та інших корпоративних колекціях.
З 2001 року її п'ять разів номінували як найкращу художницю на World Fantasy Awards і виграла World Fantasy Award як найкраща художниця у 2011 році.
Крафт також читав лекції та проводив майстер-класи в численних мистецьких школах, університетах та організаціях, зокрема в коледжі мистецтва та дизайну Art Center, університеті штату Сан-Хосе, школі дизайну Род-Айленда, коледжі мистецтв у Філадельфії (2012) тощо.
У 2022 році видавництво Borsini-Burr опублікувало 294-сторінкову колекцію, яка містить понад 300 малюнків і картин Кінуко під назвою «Бачення краси». Книжка номінована на премію Locus за найкращу ілюстрацію та художню книгу, а Кінуко Крафт номіновано на найкращу художницю 2023 року.

### Нагороди та відзнаки
- Номінація на найкращу ілюстровану та художню книгу, Кінуко Крафт: Бачення краси, Locus Awards, 2023[9]
- Номінант на найкращу художницю, Кінуко Крафт, Locus Awards, 2023[9]
- Зал слави, Товариство ілюстраторів, 2008[11]
- Премія Гамільтона Кінга, Товариство ілюстраторів, 1987[12]

### Колекції
- Малюнки та картини Кінуко Крафт: V. 1 (Imaginosis, 2007)
- Кінуко Крафт: Бачення краси (Борсіні-Берр, 2022)

### Ілюстрація дитячих книжок з картинками
- Румпельштильцхен: Німецька народна казка від братів Грімм, переклад Люсі Крейн (Scott, Foresman, 1970)
- Пряникові діти (вірші), Іло Орлеан (Follett, 1973)
- Ведмідь, вовк і миша, художник Ян Вал (Follett, 1975)
- Пограй зі мною, Маргарет Гіллерт (Modern Curriculum Press, 1975)
- Абетка Матінки Гуски (Platt & Munk, 1977)
- Що це?, Маргарет Гіллерт (Modern Curriculum Press, 1977; Perfection Learnin, 1989)
- Класика: Знайомство дитини з Островом скарбів, Чорна красуня, Пригоди Тома Сойєра та Робін Гуд (Platt & Munk, 1977)
- Вежа Гебура, Джон Вайт (IVP, лише видання 1978)
- Дім печива, Маргарет Гіллерт (Modern Curriculum Press, 1978)
- Чорний лебідь, Паула З. Гоган (Heinemann, 1979; Steck-Vaughn, 1987)
- Слон, Паула З. Гоґан (Heinemann, 1980)
- Острів скарбів, Роберт Луїс Стівенсон (Steck-Vaughn, 1980)
- Казки про потворних людожерів, Корін Денан (Troll Communications, 1980)
- Дванадцять танцюючих принцес, Маріанна Майєр (Morrow Junior Books, 1989)
- Баба Яга та Василиса Хоробра, Маріанна Майєр (HarperCollins, 1994)
- Купідон і Психея М. Шарлотт Крафт (HarperCollins, 1996)
- Пегас, Маріанна Майєр (HarperCollins, 1998)
- Цар Мідас і золотий дотик, М. Шарлотта Крафт (HarperCollins, 1999)
- Попелюшка, Шарль Перро (SeaStar Books, 2000)
- Пригоди Тома-Палечка, Маріанна Майєр (Chronicle Books, 2001)
- Спляча красуня, брати Грімм (Вільгельм Грімм і Якоб Грімм) і Махлон Ф. Крафт (SeaStar Books] 2002; видання в шкіряній палітурці, видавництво Easton Press, 2006)
- Красуня та Чудовисько, Жанна-Марі Лепринс де Бомон і Махлон Ф. Крафт (Harper, 2016)

## Музейні виставки
- Музей колонії Корніш, Windsor VT «Героїні в літературі» (зима 2006/2007)
- Музей сучасного мистецтва 21-го століття, Канадзава, Японія «Сон весняної ночі» весна 2006 р.